# Harpers Ferry Armory
Die Harpers Ferry Armory in Harpers Ferry (West Virginia) wurde vom Präsidenten George Washington neben der Springfield Armory als die zweite staatliche Waffenfabrik für die Herstellung von Musketen und Pistolen für die U.S. Armee bestimmt.

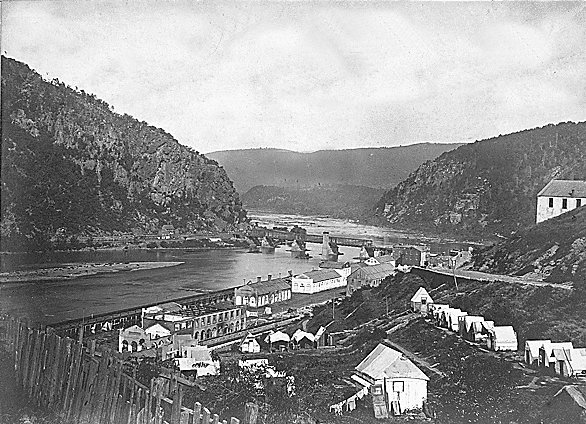
Die zerstörte Armory, 1865

## Geschichte
Die US-Regierung beschloss 1794, Armeewaffen im eigenen Land herzustellen, um in Zukunft die im Unabhängigkeitskrieg aufgetretenen Probleme wegen der uneinheitlichen Bewaffnung zu vermeiden. Präsident Washington bestimmte, dass neben der Springfield Armory eine zweite staatliche Waffenfabrik errichtet werden sollte. Wegen der strategisch günstigen Lage und der Möglichkeit, die Wasserkraft am Zusammenfluss des Potomac Rivers und Shenandoah Rivers auszunützen, wurde der dort liegende Ort Harpers Ferry an der Grenze zwischen den US-Bundesstaaten Maryland und Virginia gewählt. Auch vom strategischen Standpunkt aus wurde der Ort als günstig beurteilt, da er wegen der umliegenden Höhenzüge schwer zugänglich sein sollte. Dies erwies sich in der Folge jedoch als falsch.
Die US-Regierung erwarb 1796 ein 125 acres (0,51 km²) großes Grundstück von Robert Harpers Erben und begann 1799 mit dem Bau der zweiten National Armory. Drei Jahre später wurde die Pistolen- und Musketenproduktion aufgenommen. 1802 waren 25 Personen in der Armory beschäftigt, vor der Schließung 1861 stieg die Zahl auf etwa 400 an.
Im Jahre 1837 erhielt die Armory Anschluss an die Bahnlinie der Baltimore and Ohio Railroad.
Am 16. Oktober 1859 wurde Harpers Ferry von John Brown und seinen Komplizen überfallen, um Waffen für seinen Sklavenaufstand zu erbeuteten. Der Plan scheiterte und Harpers Ferry wurde zusätzlich zur Armory auch eine Garnison der U.S. Armee.
Am Anfang des Amerikanischen Bürgerkriegs, im April 1861, wurde die Garnison von einer übermächtigen feindlichen Staatsmiliz Virginias bedroht. Die aus Truppen der Union zusammengesetzte Besatzung setzten die Waffenfabrik am 18. April in Brand, um diese nicht in die Hände der mit den Konföderierten verbündeten Angreifer fallen zu lassen. Doch die Einwohner und die Miliz konnten das Feuer löschen, bevor ein größerer Schaden entstand. Unter der Kommando von Thomas Jonathan Jackson wurden die Produktionsmittel in den ersten Wochen im Mai 1861 abgebaut und nach Richmond und Fayetteville gebracht. Insgesamt wurden 300 Produktionsmaschinen und 57.000 Werkzeuge sowie Gewehrschäfte erbeutet. Mit diesen Produktionsmitteln konnten die Konföderierten eine kleine Waffenindustrie aufbauen. Zusammen mit den Produktionsmitteln verließen viele Beschäftigte der Harpers Ferry Armory die Stadt, um im Süden Waffen für die Konföderierten zu produzieren. Die Waffenfabrik war das Wirtschaftszentrum der Stadt und als diese aufgehört hatte, zu produzieren, verloren auch viele Stadteinwohner ihre Lebensgrundlage und zogen ebenfalls weg.
Am 14. Juni 1861 verließen die Konföderierten Truppen die Stadt und Brigadegeneral Joseph E. Johnston ordnete die Zerstörung der Gebäude der Harpers Ferry Armory an. Wegen der verkehrsgünstigen Lage von Harpers Ferry richteten die Unionstruppen einige Gebäude der Waffenfabrik wieder her und nutzten sie als Lagerhäuser. Insgesamt wechselte Harpers Ferry während des Amerikanischen Bürgerkrieges zwölfmal.
Seit 1944 ist Harpers Ferry Teil des Harpers Ferry National Historical Park und seit 1964 unterhält der National Park Service dort ein Ausbildungszentrum für Natur- und Kulturinterpretation, das Stephen T. Mather Training Center.

## Produktion von Waffen

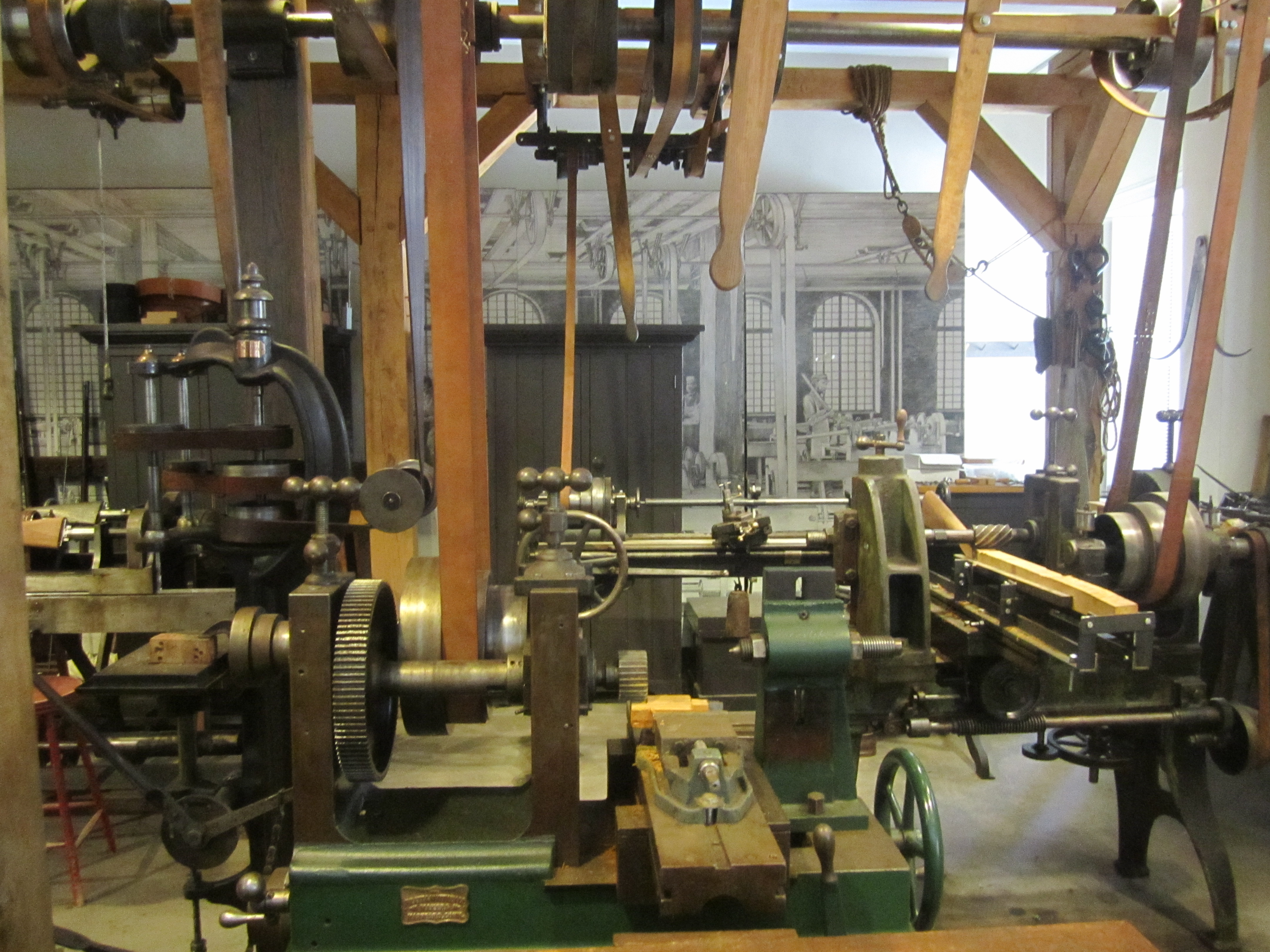
Schaftfräse

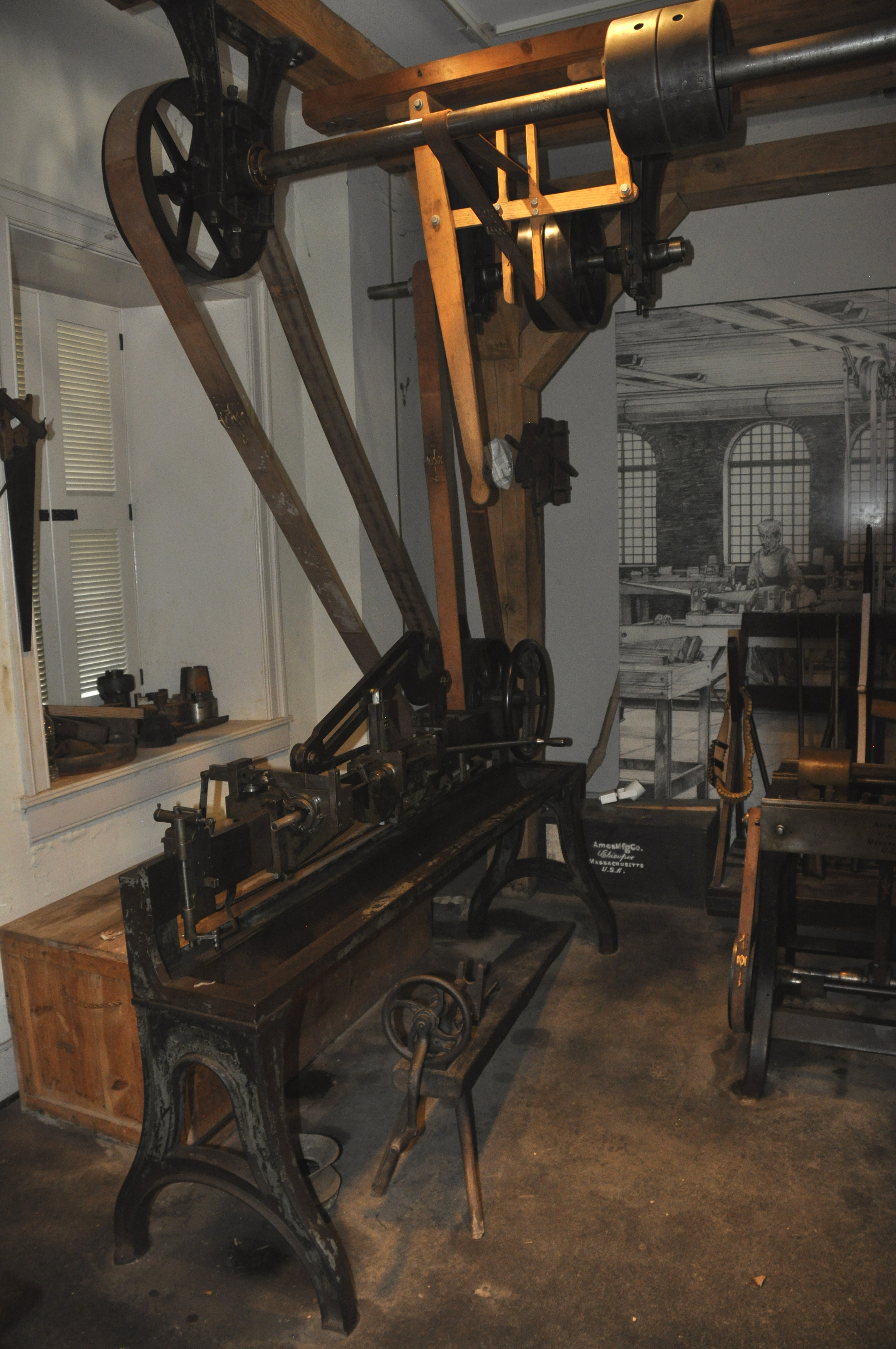
Laufziehmaschine

### Model 1795 Harpers Ferry Flintlock Musket
Wie die in Springfield hergestellte Muskete hatte auch die zwischen 1800 und 1815 in Harpers Ferry hergestellte Waffe im Kaliber .69 die französische Modell 1763 Charleville Mousquet zum Vorbild. Sie wurde in leicht unterschiedlichen Varianten hergestellt, die Lauflänge der ersten Serie variierte zwischen 44 und 45", die letzte Serie hatte einen um 2" kürzeren Lauf. Die Waffe verschoss Rundkugeln und hatte, wie aus der Bezeichnung hervorgeht, Steinschlosszündung. Später wurde ein Teil dieser Musketen auf Perkussionszündung abgeändert.
Neben der Springfield Armory und Harpers Ferry stellten zusätzlich 26 Fremdlieferanten die gleiche Waffe unter der Bezeichnung U.S. (Federal) 1798 Contract Flintlock Musket her. Da alle diese Waffen, auch die aus Harpers Ferry, in Fertigungsdetails nicht den in Springfield hergestellten Waffen entsprachen, einzelne Komponenten waren nicht austauschbar, traten Probleme auf, was zu einer weiteren Normalisierung der Herstellung führte.

### Model 1803 U.S. Flintlock Rifle
Von dieser Waffe wurden in der Harpers Ferry Armory 1803–1807 eine erste Serie von 4.023 und 1814–1820 weitere 15.703 Exemplare hergestellt. Mit einer Gesamtlänge von etwa 47" waren sie handlich und dank dem gezogenen Lauf im Kaliber .54 präzise. Der hinten achtkantige und vorne runde Lauf maß im Mittel 34". Äußerlich glichen diese Rifles den damals in Pennsylvania von privaten Büchsenmachern hergestellten Kentucky-Rifles, hatten jedoch einen kürzeren Vorderschaft.
Bekannt ist ihre Verwendung in der Lewis-und-Clark-Expedition, die 1804 bis 1806 von St. Louis dem Missouri-River und der U.S.A.-Nordgrenze entlang bis an die Pazifikküste vordrang.

### Model 1805 Flintlock Pistol
Die 1806 bis 1808 in Harpers Ferry in 4.096 Exemplaren hergestellte Waffe war die erste in einer National Armory hergestellte Ordonnanzpistole der U.S. Armee, nachdem diese bei der Firma S.North & E.Cheney Berlin, Connecticut bereits 2.000 Model 1799 Flintlock Pistols im Kaliber .69 erworben hatte. Im Gegensatz zu ihrer Vorgängerin mit Kastenschloss und freistehenden Lauf war die Model 1805 Flintlock Pistol geschäftet und hatte ein Seitenschloss. Der Lauf im Kaliber .54 war glattgebohrt und hatte eine Länge von etwas über 10".

### Model 1816 U.S. Flintlock Musket
Gestützt auf die schlechten Erfahrungen mit dem Model 1795 Flintlock Musket forderte das Ordnance Department, dass in Zukunft sämtliche Waffen nach vorgegebenen Standards gefertigt und ihre Komponenten austauschbar sein müssten. Diese Forderung wurde vom Kongress in einem Gesetz vom 8. Februar 1815 festgeschrieben, Waffen die diese Forderungen nicht erfüllten wurden durch die staatlichen Inspektoren zurückgewiesen. Die aus der Modell 1763 Charleville Mousquet weiterentwickelte Model 1816 U.S. Flintlock Musket wurde somit zur ersten Standardwaffe der U.S. Armee. Wie das Model 1795 war sie im Kaliber .69, die Lauflänge war einheitlich 42". Zwischen 1816 und 1844 wurden in Harpers Ferry über 350.000 Exemplare hergestellt, die Produktion in Springfield war etwas kleiner.

### Model 1817 U.S. Flintlock Artillery Musket
Diese Waffe war eine etwas kürzere Variante des Model 1816 im Kaliber .69 mit einer Lauflänge von 36". Die Zahl der in Harpers Ferry hergestellten Waffen ist unbekannt, Springfield brachte es auf 1039 Stück. Ein Teil dieser Musketen wurde auch an Kadetten abgegeben.

### Hall-Gewehre und -Karabiner

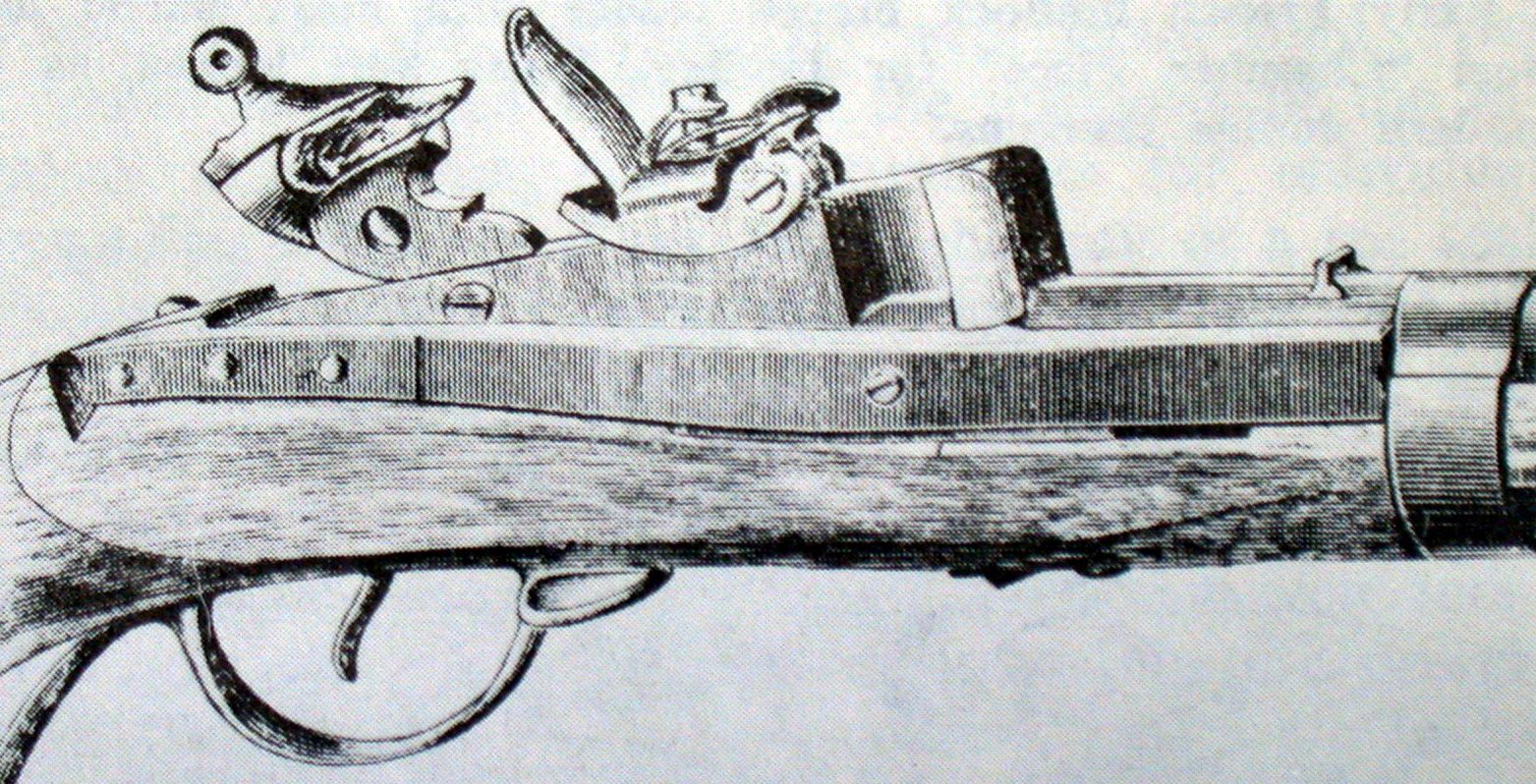
Hall-Rifle, Verschluss ladebereit

Zwischen 1817 und 1840 wurden in Harpers Ferry 19.680 der von John H. Hall entwickelten und patentierten Hinterlader-Steinschlossgewehre im Kaliber .52 mit gezogenem Lauf hergestellt. Bei diesem ersten von der U.S. Armee verwendeten Hinterlader konnte ein hinter dem Lauf angebrachter Block hochgeklappt und dann von vorne geladen werden. (Dieser Block/Verschluss konnte nach Entfernen nur einer Schraube auch alleine als Notfallselbstverteidigungswaffe benutzt werden). Viele dieser Waffen waren beim Ausbruch des Bürgerkrieges in Arsenalen in den Südstaaten eingelagert und wurden von den Konföderierten auf Perkussionszündung abgeändert.
In den Jahren 1841/1842 wurden die ersten mit Perkussionszündung ausgerüsteten Hall-Rifles hergestellt. Diese 4.213 Model 1841 Hall Rifles genannten Waffen hatten einen gezogenen 32,5"-Lauf im Kaliber .52.
Unter der Bezeichnung Model 1836 Hall U.S. Breech-Loading Percussion Carbine produzierte Harpers Ferry 1837–1840 eine Serie von 2.020 Karabinern im Kaliber .64 mit glatter Laufbohrung und einer Lauflänge von 23". Etwas leichter war der in 1.001 Stück 1842/1843 hergestellte Model 1842 Hall U.S. Breech-Loading Percussion Carbine im Kaliber .52, auch dieser mit glatter Laufbohrung, Lauflänge 21".
Harpers Ferry war nicht der einzige Hersteller von Hall-Gewehren, auch die Firma Simeon North, Middletown, Connecticut stellte eine große Zahl dieser Waffen für die U.S. Armee her.

### Model 1841 U.S. Percussion Rifle
Von dieser auch unter der Bezeichnung Mississippi Rifle bekannten Waffe wurden in Harpers Ferry von 1846 bis 1855 total 25.296 Exemplare hergestellt. In der gleichen Periode stellten Fremdlieferanten 45.500 Stück her. Von diesen Waffen mit einer Lauflänge von 33", ursprünglich im Kaliber .54, wurden in den beiden National Armories 8.879 Stück zwischen 1855 und 1860 auf .58, das Standardkaliber im Bürgerkrieg aufgebohrt. Auch in der Colt Factory wurden gegen Ende 1861 zusätzlich über 5.000 dieser Waffen auf das größere Kaliber aufgebohrt.

### Model 1842 U.S. Percussion Musket
Bei dieser auch in der Springfield Armory hergestellten Muskete handelt es sich um die letzte glattläufige Waffe im Kaliber .69 mit einer Lauflänge von 42″. Insgesamt wurden 275.000 solcher Waffen produziert, davon 103.000 in Harpers Ferry. Ein Teil dieser Musketen wurden später mit Zügen versehen. Sie trugen die Bezeichnung Model 1842 U.S. Rifled Musket.

### Model 1855 U.S. Percussion Rifle-Musket

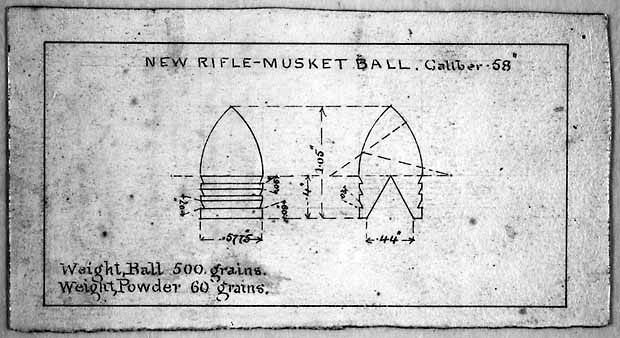
1855 Minié-Geschoss

Das Model 1855 hatte ein Kaliber von .58″, was das Standardkaliber für die Vorderladergewehre im Amerikanischen Bürgerkrieg werden sollte. Die Waffe war das erste in großer Zahl eingeführte gezogene Vorderladergewehr der amerikanischen Armee. Von dieser Waffe wurden von 1857 bis 1861 gesamthaft 59.273 Stück hergestellt, davon 12.158 in Harpers Ferry und 47.115 in Springfield.
Es verschoss das von Claude Minié entworfene und in der Harpers Ferry Armory weiterentwickelte Minié-Geschoss, das durch den in der hinteren Höhlung wirkenden Gasdruck aufgeweitet und in die Züge eingepresst wurde. Der Vorteil dieses Geschosses war, dass es, weil unterkalibrig, leicht von vorne geladen werden konnte und sich beim Abschießen den Zügen anpasste.
Die Zündung erfolgte durch das Maynard Primer-System, bei dem die einzelnen Zündhütchen durch ein Band mit eingesetzten Zündpillen ersetzt waren. Diese wurden beim Spannen des Hahns automatisch auf das Piston geschoben. Das System wurde rasch wieder aufgegeben, da der Zuführmechanismus die richtige Position der Zündpille nicht garantierte, zudem war die Zündung bei nassem Wetter nicht gewährleistet. Im Bürgerkrieg wurden deshalb wieder konventionelle Zündkapseln eingesetzt.

### Model 1855 U.S. Percussion Rifle
Von dieser Waffe, einer kürzeren Variante der Model 1855 U.S. Percussion Rifle-Musket wurden in Harpers Ferry nach 1857 bis zur Schließung der Armory 7.317 Stück hergestellt. Die Waffe hatte Kaliber .58, Lauflänge 33".